# ارینگ
ارینگ (به آلمانی: Ering) یک شهر در آلمان است که در بایرن واقع شده‌است.

## خصوصیات
ارینگ ۳۹٫۵۵ کیلومترمربع مساحت دارد ۳۴۰ متر بالاتر از سطح دریا واقع شده‌است.